# Alexei Wassiljewitsch Fadejew
Alexei Wassiljewitsch Fadejew (russisch Алексей Васильевич Фадеев; * 10. Dezember 1977 in Moskau, Sowjetunion) ist ein ehemaliger russischer Nordischer Kombinierer. Sein größter Erfolg war der Gewinn der Bronzemedaille im Team bei den Weltmeisterschaften 1999.

## Werdegang
Fadejew gab sein internationales Debüt in der Saison 1995/96 im B-Weltcup. Den Sprung in den Weltcup schaffte er erst zwei Jahre später, als er im November 1997 im finnischen Rovaniemi den 15. Platz beim Gundersen-Wettkampf belegte. Im Januar 1998 wurde er beim Sprintwettbewerb in der Ramsau Fünfter und konnte sich so für die kurze Zeit später stattfindenden Olympischen Winterspielen empfehlen. Bei den Spielen im japanischen Nagano konnte er sich allerdings nur auf den hinteren Rängen platzieren.
Seine besten Leistungen konnte Fadejew in der Weltcup-Saison 1998/99 zeigen, in der er drei vierte Ränge erreichte und die Gesamtweltcupwertung auf dem elften Platz abschloss. Bei den Nordischen Skiweltmeisterschaften 1999 in Ramsau konnte er seine Form mit zwei Platzierungen unter den besten 15 bestätigen und beim Teamwettbewerb sogar gemeinsam mit Nikolai Parfjonow, Waleri Stoljarow und Dmitri Sinizyn die Bronzemedaille gewinnen.
Das Podest konnte Fadejew lediglich im B-Weltcup erreichen, wo er im Dezember 2001 in Planica den Sprintwettbewerb auf dem zweiten und den Gundersenwettkampf auf dem dritten Platz abschließen konnte.

## Statistik

### Platzierungen bei Olympischen Winterspielen
| Jahr und Ort   | Wettbewerb | Wettbewerb | Wettbewerb |
| Jahr und Ort   | Gundersen  | Sprint     | Team       |
| -------------- | ---------- | ---------- | ---------- |
| 1998 Nagano    | 37.        | –          | 09.        |
| 2002 Park City | 31.        | –          | 10.        |

### Platzierungen bei Weltmeisterschaften
| Jahr und Ort | Wettbewerb | Wettbewerb | Wettbewerb |
| Jahr und Ort | Gundersen  | Sprint     | Team       |
| ------------ | ---------- | ---------- | ---------- |
| 1999 Ramsau  | 08.        | 15.        | 03.        |
| 2001 Lahti   | 28.        | 32.        | 06.        |

### Weltcup-Platzierungen
| Saison  | Platz | Punkte |
| ------- | ----- | ------ |
| 1997/98 | 34.   | 267    |
| 1998/99 | 11.   | 792    |
| 1999/00 | 20.   | 503    |
| 2000/01 | 52.   | 086    |
| 2001/02 | 48.   | 209    |

### B-Weltcup-Platzierungen
| Saison  | Platz | Punkte |
| ------- | ----- | ------ |
| 1995/96 | 80.   | 003    |
| 1996/97 | 26.   | 052    |
| 2000/01 | 25.   | 086    |
| 2001/02 | 20.   | 119    |